# Anna Muzychuk
Anna Muzychuk (em ucraniano Aнна Музичук e em esloveno Ana Muzičuk) (Leópolis, 28 de fevereiro de 1990) é uma enxadrista ucraniana de ascendência eslovena.
Muzychuk é uma Grande Mestre (WGM) com os seguintes ratings da FIDE: 2558 (clássico), 2611 (rápido) e 2663 (blitz).
Em 2004 ela se tornou cidadã da Eslovênia e é, atualmente, a melhor enxadrista deste país. Na categoria "meninas sub-20" ela foi a 5ª do mundo. Sua irmã mais nova Mariya Muzychuk também é uma forte jogadora. Anna jogou seu primeiro torneio pela Eslovênia na 36ª Olimpíadas de Xadrez. Além de outras, ela venceu a grande-mestra campeã do mundo Antoaneta Stefanova.

## Títulos
- Campeã da Ucrânia em 2000 (sub-10) e 2002 (sub-12)
- Campeã européia em 1996 (sub-8), 1998 (sub-10), 2000 (sub-10), 2002 (sub-12) e 2003 (sub-14)
- Segundo lugar no campeonato europeu de 1997 (sub-10), 1999 (sub-10) e 2001 (sub-12)
- Segundo lugar no campeonado mundial de 2002 (sub-12)
- Terceiro lugar no campeonato mundial de 2000 (sub-10)
- The winner of Women's Ukrainian Championship in 2003
- Campeã da Ucrânia em 2004 (sub-20 feminio)
- Segundo lugar no mundial de 2004 (sub-14)
- Campeã mundial de xadrez blitz (2014)[2]
- Campeã mundial de xadrez blitz (2016)[3]
- Campeã mundial de xadrez rápido (2016)